# Studio One (hudební studio)
Studio One je jamajské hudební studio založené Coxsonem Doddem. Je považováno za místní hudební univerzitu a kariéru zde zahájila většina hvězd reggae včetně Boba Marleyho, Toots&The Maytals, Burning Spear a Dennise Browna.